# Оман на Олімпійських іграх
Оман дебютував на літніх Олімпійських іграх 1984 року у Лос-Анджелесі. З того часу команда Оману брала участь у літніх Олімпіадах сім разів, не пропустивши жодної. Проте спортсмени країни не змогли завоювати жодної медалі. У зимових Олімпійських іграх Оман не брав участі ніколи. 
Національний олімпійський комітет Оману заснований і визнаний 1982 року.

## Медальний залік
| Ігри  | Золото | Срібло | Бронза | Загалом |
| 1984  | 0      | 0      | 0      | 0       |
| 1988  | 0      | 0      | 0      | 0       |
| 1992  | 0      | 0      | 0      | 0       |
| 1996  | 0      | 0      | 0      | 0       |
| 2000  | 0      | 0      | 0      | 0       |
| 2004  | 0      | 0      | 0      | 0       |
| 2008  | 0      | 0      | 0      | 0       |
| Разом | 0      | 0      | 0      | 0       |